# Airbus BelugaXL
L'Airbus BelugaXL (Airbus A330-743L) és un avió de càrrega de grans dimensions que es preveu que entri en servei el 2019. El seu disseny es basa en l'avió de passatgers Airbus A330 i fou dissenyat com a successor de l'Airbus Beluga. Igual que en el seu predecessor, el fuselatge de l'XL té una extensió a la part superior. A més a més de dissenyar-lo i construir-lo, Airbus el farà servir per transportar components d'avió de grans dimensions. L'Airbus Beluga XL emprengué el seu primer vol el 19 de juliol del 2018.